# Wilhelm Röpke
Wilhelm Röpke (10 de outubro de 1899 - 12 de fevereiro de 1966) foi um economista e crítico social alemão, mais conhecido como um dos pais da economia social de mercado. Professor de Economia, primeiro em Jena, depois em Graz, Marburg, Istambul e finalmente em Genebra, Suíça, Röpke colaborou para organizar o renascimento econômico da economia alemã no pós-Segunda Guerra Mundial, implantando um programa às vezes referido como o neoliberalismo sociológico (comparado ao ordoliberalismo, uma variante do liberalismo alemão com maior inclinação sociológica). 
Com Alfred Müller-Armack e Alexander Rüstow (neoliberalismo sociológico), Walter Eucken e Franz Böhm (ordoliberalismo), ele elucidou suas ideias, que foram introduzidas formalmente pelo Ministro da Economia alemão no pós-Segunda Guerra Mundial, Ludwig Erhard, operando sob a chancelaria de Konrad Adenauer.  A  influência econômica de Röpke e seus colegas, portanto, é considerada amplamente responsável por possibilitar o "milagre econômico" da Alemanha após a Segunda Guerra Mundial. Röpke também foi historiador, e foi nomeado para o Prêmio Nobel de Literatura em 1965. 

## Vida Pessoal
Como um soldado adolescente na Primeira Guerra Mundial, Wilhelm Röpke foi uma testemunha horrorizada da barbárie do conflito europeu. A experiência o levou a comprometer sua vida desde então com a descoberta e a proclamação das verdades econômicas, sociais e morais que poderiam servir para prevenir a recorrência da catástrofe. 
Após uma série de discursos e artigos em que atacou os nazistas, foi forçado a fugir, primeiro para Istambul e posteriormente para Genebra, onde permaneceu até sua morte em 1966. 

## Trabalho
Já na década de 1930, Röpke defendia uma “terceira via” entre os extremos de um paleocapitalismo baseado no laissez-faire, por um lado, e uma economia centralmente planejada socialista, por outro. Embora Röpke fosse um oponente inflexível do Estado onipotente, e do moderno e inchado Estado de bem-estar em particular, ele se opunha igualmente a reduzir o papel do governo na economia ao de um mero vigia. Apesar disso, a liberação econômica pós-Segunda Guerra Mundial, da qual Röpke e seus aliados (Walter Eucken, Franz Böhm, Alfred Müller-Armack e Alexander Rüstow) foram o músculo intelectual por trás e que permitiu que a Alemanha voltasse a liderar a Europa, ocorreu pela implementação de políticas divergentes àquelas defendido por Ludwig von Mises. Embora os dois homens compartilhassem algumas crenças em certas áreas, Röpke e seus aliados, em vez disso, formaram a escola do ordoliberalismo e defenderam o livre comércio, mas com um Banco Central e mais influência do Estado do que o que os economistas da Escola Austríaca sugeriam ser necessário.  Ao contrário de muitos economistas da Escola Austríaca, Röpke e os ordoliberais admitiram que a economia de mercado pode ser perturbadora e desumana, a menos que haja alguma intervenção estatal. 
Durante a Grande Depressão, Röpke argumentou em "Crises and Cycles" que uma deflação secundária tinha de ser combatida por meio de uma reflação fiscal. Tem-se argumentado que a deflação secundária é essencialmente o mesmo fenômeno que o economista taiwanês-americano Richard C. Koo, em anos posteriores, denotou como uma recessão do balanço patrimonial.  Apesar disso, entretanto, Röpke permaneceu um descentralizado político e rejeitou a economia keynesiana, ridicularizando-a como "uma construção tipicamente intelectual que esquece a realidade social por trás do cálculo integral". 
Para Röpke, direitos e hábitos morais (Sitte) eram elementos-chave que o Banco Central e o Estado (em oposição à Economia de Mercado) precisavam ajudar sutilmente a organizar. Com uma política social, econômica e financeira "conformada", cuja tarefa é proteger os fracos "além do mercado", equalizar interesses, estabelecer regras do jogo e limitar o poder de mercado, Röpke lutou por uma ordem econômica de "humanismo econômico", algo que ele também se referiu como uma "Terceira Via". 
Röpke defendia uma sociedade e uma política social em que os direitos humanos assumissem a maior importância. Ele acreditava que o individualismo deve ser equilibrado por um princípio bem pensado de sociabilidade e humanidade. Significativamente, o pensamento econômico de Röpke é altamente congruente com a doutrina social católica. 
Röpke também ficou conhecido por suas opiniões pró-apartheid na África do Sul. Em 1964, publicou "South Africa: An Attempt at a Positive Appraisal", que argumentava que o apartheid era justificado porque o "negro sul-africano" não era apenas de "uma raça totalmente diferente", mas também de "um tipo e nível de civilização completamente diferentes". 

## Influência
Em particular, de 1930 a 1931, Röpke serviu em uma comissão governamental examinando o desemprego e, de 1947 a 1948, atuou no conselho de reforma monetária da Alemanha após a Segunda Guerra Mundial.  Além disso, Röpke aconselhou pessoalmente o Chanceler da Alemanha Ocidental (pós-Segunda Guerra Mundial), Konrad Adenauer, e seu Ministro da Economia, Ludwig Erhard, até o final dos anos 1950, e, portanto, é creditado por contribuir com a espinha dorsal intelectual do agora famoso "Milagre Alemão". 
Ocupando a Alemanha Ocidental, após a conclusão da Segunda Guerra Mundial, os Aliados Ocidentais (Estados Unidos, Grã-Bretanha e França) continuaram a implementar uma política econômica de racionamento, bem como controles de salários e preços, juntamente com a contínua impressão excessiva de papel-moeda. A produção, conseqüentemente, entrou em colapso e os empresários proeminentes mais uma vez se tornaram indispostos a aceitar a moeda (relativamente) sem valor, desencadeando uma escassez generalizada e a integração de uma economia de troca de mercado cinza. "A solução para o problema alemão" (1947), de Röpke, iluminou as implicações negativas da continuação das políticas econômicas de Hitler pelos aliados ocidentais. Em vez disso, Röpke propôs a abolição dos controles de preços e a substituição do reichsmark por uma moeda sólida e mais confiável. 
Conseqüentemente, os controles de preços e salários foram gradualmente abolidos e, em 21 de junho de 1948, o novo marco alemão foi introduzido. Essas iniciativas políticas de longo alcance, no entanto, geraram alguns distúrbios civis imediatamente após a sua implementação, por causa de um consequente aumento do desemprego. Apesar desses distúrbios e estoicamente apoiado pelos escritos de jornal eruditos de Röpke, o Ministro da Economia Ludwig Erhard perseverou com previsão, e isso acabou resultando em "uma grande justificativa pessoal para Röpke": Röpke e seus aliados "tornaram a Alemanha Ocidental imune ao comunismo". 
Ele foi presidente da Sociedade Mont Pelerin, de 1961 a 1962. 

## Trabalhos
- Crisis and Cycles (1936)
- International Economic Disintegration (1942)
- Civitas Humana (1944)
- The German Question (1946)
- The Social Crisis of Our Time (1950)
- International Order and Economic Integration (1959)
- A Humane Economy: The Social Framework of the Free Market (1960)
- Economics of the Free Society (1963)
- Against the Tide (1969); posthumous essay collection
- Two Essays by Wilhelm Roepke (1987)